# Жена Лота
Жена Лота (жена Ло́това) — безымянный персонаж Ветхого Завета Библии. Согласно Книге Бытия, превратилась в соляной столп, оглянувшись на разрушаемые небесным огнём нечестивые города Содом и Гоморру (Быт. 19:15—30).

## Ветхозаветное повествование
В ветхозаветной Книге Бытия Лот — сын Арана и племянник родоначальника евреев Авраама (Быт. 11:27). За исключением Авраамовой жены Сарры, Лот был единственным родственником, сопровождавшим патриарха Авраама при его переселении в Ханаанскую землю. Авраам ему предложил: «…отделись же от меня. Если ты налево, то я направо, а если ты направо, то я налево» (13:9). И получилось, что «Аврам стал жить на земле Ханаанской; а Лот стал жить в городах окрестности и раскинул шатры до Содома» (13:12).
Перед разрушением небесным огнем двух нечестивых городов — Содома и Гоморры — от общей гибели спаслось только семейство Лота, которое из города вывели ангелы. В пути жена Лота, вопреки ангельскому наказу, оглянулась назад и обратилась в соляной столп (др.-евр. נציב מלּח‬; 19:26), а сам Лот с дочерьми спасся в близлежащий город Сигор, а потом удалился на гору и стал жить с дочерьми в пещере, где от старшей дочери у него родился сын Моав (родоначальник моавитян), а от младшей — Аммон, или Бен-Амми (родоначальник аммонитян).

## Комментарии
Согласно иудейскому преданию, у Лота было четыре дочери, две из которых вместе с женихами погибли в Содоме. Поскольку жена Лота беспокоилась за оставшихся в порочном городе дочерей, она оглянулась и, увидев Шехину («присутствие [Божие]»), превратилась в соляной столп.
Превращение жены Лота в соляной столп критики-рационалисты объясняли тем, что жена Лота от страха при виде горевшего города впала в бесчувственное состояние; удушливые испарения от пожара, пропитанные серой и солью (Втор. 29:23), умертвили её и мало-помалу довершили окаменение.
Французский тосафист (от Тосафот — комментариев к Талмуду, составленных группой раввинов, известных как тосафисты, в ряде стран Европы) второй половины XII века Иосиф Бехор-Шор из Орлеана замечал, что эта женщина, не веря в окончательную гибель Содома и Гоморры, замешкалась в пути, где и была застигнута огненным дождём из серы, к которой в таких случаях обыкновенно примешана соль.
Соляной столп (др.-греч. στήλη ἁλός) при Мёртвом море упоминается в Премудростях Соломона (Прем. 10:7), где он характеризуется как «памятник неверующей души». Его видел Иосиф Флавий, а Климент Римский и Ириней Лионский упоминали о его существовании.

## Художественные изображения

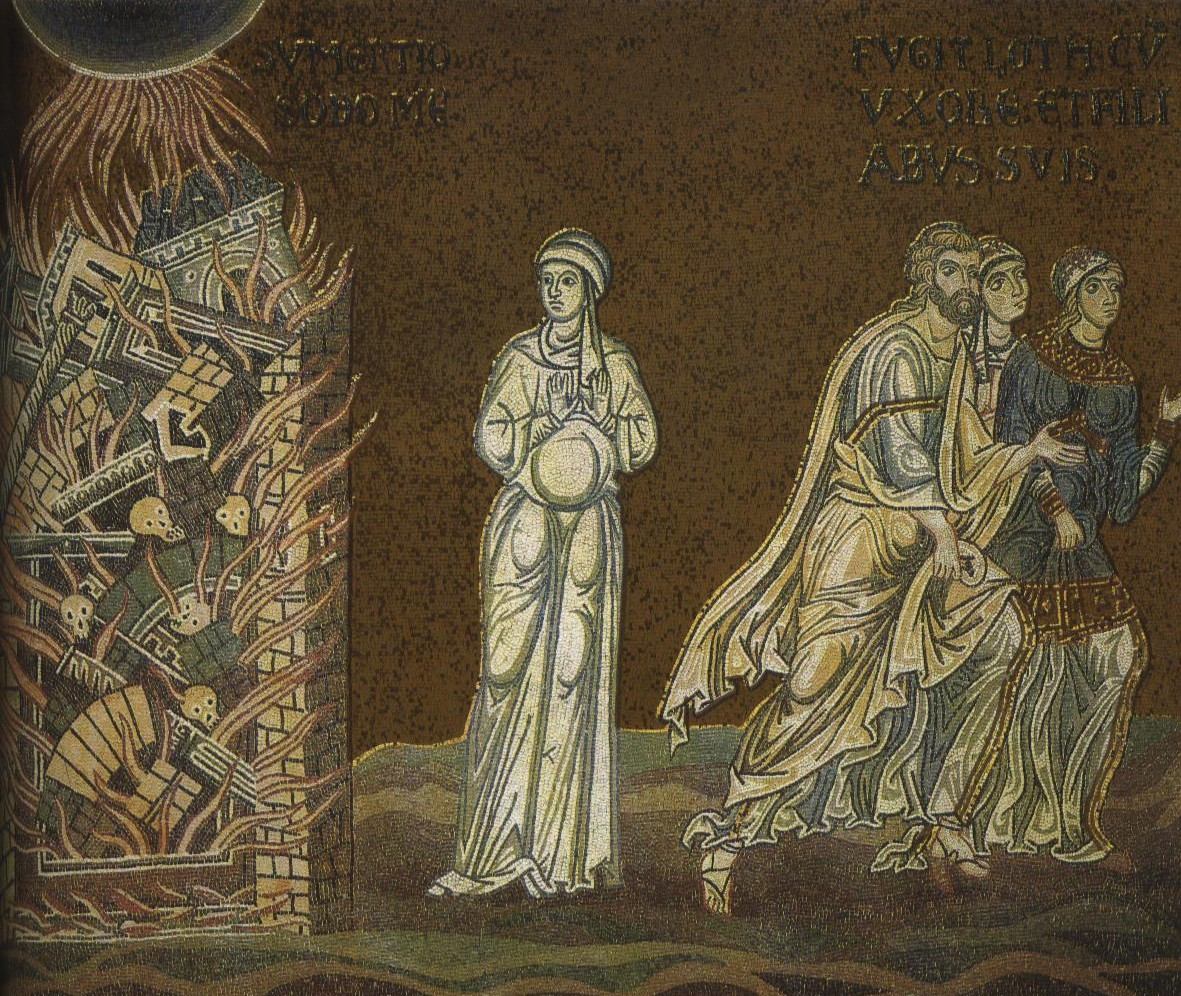
Мозаика (XII век) собора Рождества Пресвятой Богородицы, Монреале, Италия
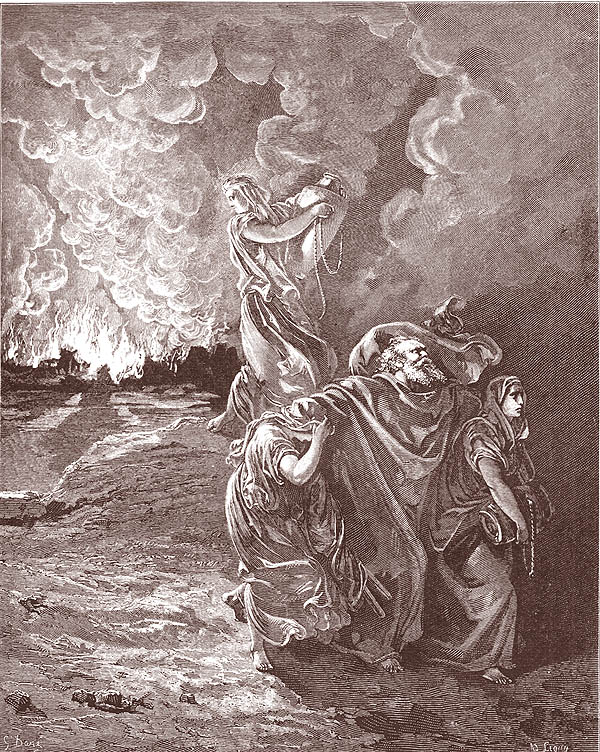
Гравюра (1875) Гюстава Доре
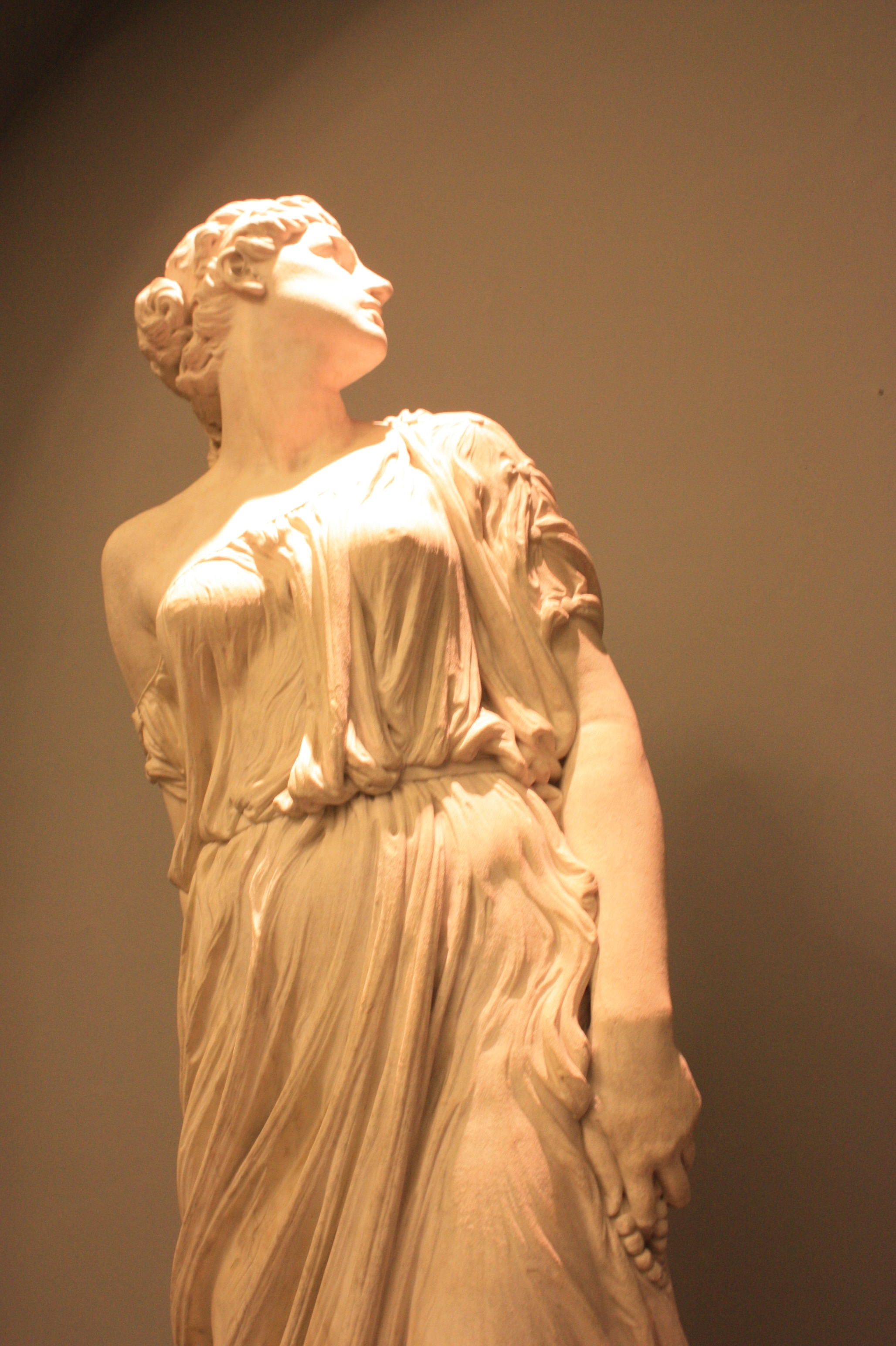
«Жена Лота» (1878), скульптор Амо Торникрофт, музей Виктории и Альберта, Лондон